# Out of Ashes
Out of Ashes is het debuutalbum van Dead by Sunrise, het sideproject van Linkin Parks leadzanger Chester Bennington. Het is geproduceerd door Bennington zelf en Howard Benson en uitgebracht onder het Warner Bros.-label.

## Release
Het album was in 2006 al in haar geheel opgenomen en zou oorspronkelijk in dat jaar worden uitgebracht, maar dit werd een jaar uitgesteld. In 2007 bracht Bennington met Linkin Park het derde album Minutes to Midnight uit en toerde vervolgens gedurende een jaar met de band, terwijl er ook nog aan Out of Ashes werd gewerkt. Enkele nummers op het album zijn ontstaan tijdens de opnames van Minutes to Midnight, maar pasten volgens Bennington stilistisch en thematisch niet bij de band. Hij hoopte op een datum in de lente van 2008 en vervolgens werd dit 2009. In februari 2009 plaatste Mike Shinoda van Linkin Park op zijn weblog een bericht waarin hij meldde dat hij een tiental nummers had geluisterd en de eerste single mogelijk Crawl Back In zou heten. Dit was een van de voortekenen dat het album definitief in 2009 gelanceerd zou worden. In de maanden die erop volgden, kwamen er door de leden van Dead by Sunrise en enkele nieuwsartikelen, meer tekenen die dit bevestigden. In juli volgde een persbericht waarin het album en de single werden aangekondigd.
In de week van 13 juli schoot de band twee videoclips back-to-back, waarbij de eerste voor Crawl Back In is en de tweede Let Down is. Het album werd een week voor de Amerikaanse release op de MySpace van de band geplaatst.

### Releasedata
- Japan: 30 september 2009
- Nederland: 9 oktober 2009
- Wereldwijd: 13 oktober 2009

## Promotie
Het eerste officieuze optreden van Bennington, Shuck en Derakh was tijdens het ReAct Now: Music & Relief concert in 2005, waar het Let Down in een akoestische versie speelde. De band speelde enkele nummers tijdens de jubileum van Benningtons tatoeagevestiging Club Tatto met Walking in Circles, My Suffering en Morning After in de setlist. Vanaf eind juli trad de band midden in de set van Linkin Park op met Crawl Back In, Fire en My Suffering in diens Europese tour. Vanaf 1 oktober begon de band op kleine locaties te spelen met alle nummers van het album op Give Me Your Name, Into You en In the Darkness na, maar speelde met 20 Eyes wel een cover van The Misfits. Daarnaast gaf het radio-interviews met onder andere BBC Radio 1 en speelde het daarvoor een livesessie van enkele nummers in Maida Vale. Op 13 oktober trad de band in Late Night with Letterman voor het eerst op de Amerikaanse nationale televisie op en speelde het Crawl Back In.

## Stijl

### Thematisch
In een persbericht, beschreef Bennington het album door het donkerder, sexyer en persoonlijker te noemen dan al het vorige werk van de zanger. Veel van de thema's stromen uit Benningtons jeugd, waarin hij misbruikt werd en leed aan een drugsverslaving. Ook de periode van 2004 tot 2007 heeft een groot invloed op het album gehad. In deze periode scheidde en hertrouwde Bennington. Het nummer Let Down is hieruit voortgevloeid, een nummer dat in een akoestische versie al in 2003 werd gespeeld tijdens een benefietconcert. "Let Down gaat over de ervaring van het scheiden. Ik weet wie ik ben, dat ik een romantisch persoon ben en ik het leuk vind verliefd te zijn. Ik wil in mijn volgende relatie geen herhaling van de dingen die in de vorige voorkwamen." Ook viel de zanger terug in een drugs- en alcoholverslaving. De titel van het project is gebaseerd op dit laatste. "Op sommige momenten vroeg ik mijzelf letterlijk af of ik de volgende dag zou halen." De albumtitel is volgens Bennington een ander statement, "alsof ik dat huis heb afgebrand en een nieuwe heb gebouwd." Ook Crawl Back In gaat over zijn alcoholverslaving. "Het is een nummer over het gevoel alsof ik geen eigen identiteit heb en tegelijkertijd wens dat je nooit geboren was. Dit nummer ontstond uit de wanhoop dat je voelt als je aan iets verslaafd bent." Op My Suffering wordt dit thema ook aangehaald. De titel is ontstaan uit het idee dat Bennington uit het as is verrezen na een zware periode.
Deze keer was het alleen ikzelf die de songteksten schreef, waardoor ik dus to the point was, erg oprecht en erg persoonlijk wat de songteksten betreft.
Naast de negatieve onderwerpen, schrijft Bennington ook over de liefde, geïnspireerd door zijn tweede vrouw. In zowel het nummer Give Me Your Name, een nummer dat hij schreef over het vragen van zijn vrouw om met hem te trouwen, als In the Darkness, waarin hij het bedrijven van liefde met iemand voor wie iemand diepe liefde voelt, hebben deze thema's de boventoon.

### Muzikaal
Het album bevat geen hiphopinvloeden en het aantal en gebruik van stemlagen laten een andere kant van zijn stem zien. Bennington zei verder dat hij volledig betrokken was bij het maken van het album, ook bij de programmering en de productie. Tevens speelde de zanger de gitaar en de keyboard in, naast het zingen. De extra instrumentatie, programmering en productie zijn gedaan door Ryan Shuck, Anthony "Fu" Valcic en Elias Andra.

## Tracklist
Alle teksten zijn geschreven door C. Bennington, alle muziek is geschreven door C. Bennington, H. Benson, A. Derakh, R. Shuck, V. Valcic.
| Nr. | Titel                                   | Duur  |
| --- | --------------------------------------- | ----- |
| 1.  | Fire                                    | 03:50 |
| 2.  | Crawl Back In                           | 03:03 |
| 3.  | Too Late                                | 02:59 |
| 4.  | Inside of Me                            | 02:18 |
| 5.  | Let Down                                | 03:59 |
| 6.  | Give Me Your Name                       | 04:56 |
| 7.  | My Suffering                            | 02:39 |
| 8.  | Condemned                               | 02:32 |
| 9.  | Into You                                | 03:23 |
| 10. | End of the World                        | 03:56 |
| 11. | Walking in Circles                      | 04:43 |
| 12. | In the Darkness                         | 05:27 |
| 13. | Morning After (Bonus)                   | 03:29 |
| 14. | Crawl Back In (Live) (iTunes Pre-Order) | 03:11 |

| Nr. | Titel                                 | Duur |
| --- | ------------------------------------- | ---- |
| 1.  | Let Down (music video)                |      |
| 2.  | Let Down (Monga version)(music video) |      |
| 3.  | Crawl Back In (music video)           |      |

## Ontvangst

### Nederland
| "Out of Ashes" in de Nederlandse Album Top 100 - binnen: 24-10-2009 | "Out of Ashes" in de Nederlandse Album Top 100 - binnen: 24-10-2009 | "Out of Ashes" in de Nederlandse Album Top 100 - binnen: 24-10-2009 |
| Week                                                                | 1                                                                   |                                                                     |
| ------------------------------------------------------------------- | ------------------------------------------------------------------- | ------------------------------------------------------------------- |
| Nummer                                                              | 82                                                                  | uit                                                                 |

### Internationaal
| Lijst                     | Aanbieder(s)     | Piek | Verkoop | Certificatie | Bron   |
| ------------------------- | ---------------- | ---- | ------- | ------------ | ------ |
| Duitse Albumlijst         | Mediacontrol/Gfk | 5    | n/b     | —            | [ 8 ]  |
| Franse Top 200            | Hung Medien      | 109  | n/b     | —            | [ 9 ]  |
| Nederlandse Album Top 100 | MegaCharts/Gfk   | 82   | n/b     | —            | [ 9 ]  |
| Oostenrijk                | Hung Medien      | 11   | n/b     | —            | [ 9 ]  |
| US Billboard 200          | Billboard        | 29   | n/b     | —            | [ 8 ]  |
| UK Album Chart            | OCC/BPI          | 71   | n/b     | —            | [ 10 ] |
| Zwitserland               | Hung Medien      | 18   | n/b     | —            | [ 9 ]  |

### Singles
| Jaar | Nummer        | Piek      | Piek              | Piek           | Piek                 | Piek          | Piek                 | Piek          | Piek           | Piek             | Piek       | Piek       | Piek      | Piek      | Piek       | Status |
| Jaar | Nummer        | NL Top 40 | NL Single Top 100 | VL Ultratop 50 | US Billboard Hot 100 | UK Hitlist 75 | US Alternative Songs | US Rock Songs | AU ARIA Charts | DU Singles Chart | ZW Top 100 | JP Top 100 | OO Top 75 | SE Top 60 | ZW Top 100 | Status |
| ---- | ------------- | --------- | ----------------- | -------------- | -------------------- | ------------- | -------------------- | ------------- | -------------- | ---------------- | ---------- | ---------- | --------- | --------- | ---------- | ------ |
| 2009 | Crawl Back In | –         | –                 | –              | –                    | –             | 23                   | 22            | –              | 66               | –          | –          | –         | –         | –          |        |
| 2009 | Fire          | –         | –                 | –              | –                    | –             | –                    | –             | –              | –                | –          | 52         | –         | –         | –          |        |
| 2009 | Let Down      | –         | –                 | –              | –                    | –             | –                    | –             | –              | –                | –          | –          | –         | –         | –          |        |

## Medewerkers
Dead by Sunrise
- Chester Bennington — vocalen, gitaar, synth
- Amir Derakh — lead en ritmisch gitaar, synth, basgitaar, programmering
- Ryan Shuck — gitaar, synth, beatboxvocalen op In the Darkness
- Anthony "Fu" Valcic — programmering en synth
- Brandon Belsky — basgitaar, extra synth, programmering
- Elias Andra — drums

Overig
- Pre-productie: Amir Derakh, Anthony "Fu" Calcic, Brandon Belsky
- Producer: Howard Benson, Dead by Sunrise[13]
- Uitvoerend producent: Tom Whalley
- Opname: Mike Plotnikoff
- Mixing: Chris Lord-Alge, Anthony "Fu" Valcic[13]
  - Assistentie: Keith Armstrong, Nik Karpen

Overig
- Live-drums: Mike Plotnikoff[13], Hatsukazu Inagaki[13]
- Extra engineering: Brad Townshend, Andrew Schubert, Hatsukazu Inagaki
- Assistent engineer: Graham Hope, Morgan Stratton
- Digitale bewerking: Paul DeCarll
- Technische assistentie: Chris Concepcion
- Mastering: Ted Jansen
- Gitaartechniek: Marc VanGool
- Drumtechniek: Jon Nicholson
- Fotografie: Travis Shinn
- Ontwerp en concept: Thomas Brodahl
- Artregie: Thomas Brodahl, Tom Dolan